# Нард (Хорватія)
45°40′ пн. ш. 18°29′ сх. д. / 45.66° пн. ш. 18.48° сх. д.
Нард (хорв. Nard) — населений пункт у Хорватії, в Осієцько-Баранській жупанії у складі міста Валпово.

## Населення
Населення за даними перепису 2011 року становило 516 осіб.
Динаміка чисельності населення поселення:

## Клімат
Середня річна температура становить 11,03 °C, середня максимальна – 25,28 °C, а середня мінімальна – -6,08 °C. Середня річна кількість опадів – 643 мм.
| Клімат поселення                              | Клімат поселення | Клімат поселення | Клімат поселення | Клімат поселення | Клімат поселення | Клімат поселення | Клімат поселення | Клімат поселення | Клімат поселення | Клімат поселення | Клімат поселення | Клімат поселення | Клімат поселення |
| Показник                                      | Січ.             | Лют.             | Бер.             | Квіт.            | Трав.            | Черв.            | Лип.             | Серп.            | Вер.             | Жовт.            | Лист.            | Груд.            |                  |
| Середній максимум, °C                         | 5,60             | 7,78             | 12,46            | 17,12            | 22,34            | 25,28            | 25,24            | 24,85            | 20,67            | 15,22            | 9,27             | 5,30             |                  |
| Середня температура, °C                       | −0,25            | 1,91             | 6,61             | 11,30            | 16,52            | 19,44            | 21,30            | 20,90            | 16,70            | 11,30            | 5,30             | 1,30             |                  |
| Середній мінімум, °C                          | −6,08            | −3,9             | 0,80             | 5,45             | 10,67            | 13,60            | 17,33            | 16,92            | 12,74            | 7,30             | 1,32             | −2,63            |                  |
| Норма опадів, мм                              | 40               | 35               | 38               | 50               | 61               | 81               | 62               | 60               | 51               | 55               | 61               | 49               |                  |
| Середньомісячна швидкість вітру, м/с          | 2.40             | 2.60             | 2.90             | 2.80             | 2.50             | 2.30             | 2.20             | 2.07             | 2.03             | 2.20             | 2.30             | 2.42             |                  |
| Середньомісячна сонячна радіація, кДж/м²·день | 4206             | 6917             | 10890            | 15444            | 19365            | 21599            | 22179            | 20255            | 14876            | 9273             | 4715             | 3490             |                  |
| --------------------------------------------- | ---------------- | ---------------- | ---------------- | ---------------- | ---------------- | ---------------- | ---------------- | ---------------- | ---------------- | ---------------- | ---------------- | ---------------- | ---------------- |
| Джерело:                                      |                  |                  |                  |                  |                  |                  |                  |                  |                  |                  |                  |                  |                  |